# Bakar Ould Soueïd Ahmed
Bakar (a vegades Bakkar) Ould Soueïd Ahmed fou emir de Tagant. El 1836 va succeir al seu germà Mohammed Ould Soueid Ahmed com emir dels Idou Aïch (o Ida Ou Aïch) de Tagant. Tenia uns 20 anys i era molt intel·ligent i va poder arribar a presumir que havia tractat amb tots els governs francesos després de Lluís Felip, d'haver vençut a totes les tribus fins a Tombuctú i fins i tot d'haver vençut a Faidherbe. El seu regnat va durar 70 anys.
En la primera part del seu regnat va reagrupar sota l'hegemonia dels Idou Aïch a les tribus Sanhadja i els seus aliats per lluitar contra els hassànides i imposar-se al Tagant, al sud-est a la riba del Senegal i a l'est. De 1836 a 1890, Bakar va lluitar contra totes les tribus veïnes, especialment els hassànides (de Brakna i Trarza) i els Kounta; va formar un bloc sanhadja amb els Chrattit, els Tadjakant i els Idou el Hadj que van saquejar el ksar de Rachid establert pels Kounta dels que una part es va dispersar per l'Adrar i per Brakna.
Una reconciliació amb els Kounta de Brakna li va permetre una expedició fructífera contra Mohammed Al-Habib emir de Trarza, però una ruptura entre els Abakak i els Chrattit, aliats als Tadjakant, Ahel Sidi Mahmoud i Souaker va portar a un segon saqueig de Rachid (1855). L'antagonisme Abakak-Chrattit va permetre als Mechdouf (instal·lats al Hodh) de vèncer els seus antics sobirans Idou Aïch (1879). Això gairebé va portar al col·lapse dels Idou Aïch a mans dels Ahel Sidi Mahmoud aliats als Mechdouf: Bakar i els Abakak foren vençuts a Tousirat (1881) i tot i una reconciliació precipitada dels dos rivals Abakak-Chrattit, els Idou Aïch foren encara derrotats altre cop a Aguemoun (1882). Per sort per la tribu van esclatar discòrdies entre els seus adversaris i Bakar va poder derrotar els Ahel Sidi Mahmoud a Medroun (final de 1882). L'amenaça dels Ahel Sidi Mahmoud es va allunyar quan la tribu, formada per elements diversos reagrupats entorn d'un sant (Abdallahi ould Sidi Mahmoud) es va disgregar. El 1890, l'hegemonia dels Idou Aïch era total al Tagant i a les régions del Sud (Mal, Guimi i fins a Podor) i Bakar dirigia les seves ambicions cap a l'Adrar on l'emir local, Ahmed Ould Sidi Ahmed Ould Ethman Ould Ayda (que governava des de 1872) era nebot seu (l'havia acollit a la mort del seu pare en ser parent per part de mare).
Després de 1890 Bakkar va entrar en guerra contra l'emir de l'Adrar, que tenia el suport dels Oulad Jaffria i els Kounta. Les relacions cordials i familiars que havien predominat en els anys anteriors entre els dos emirats (Tagant i Adrar) es va transformar en lluita oberta quan l'emir d'Adrar Ahmed ould Sidi Ahmed va descobrir que l'instigador de l'assassinat del seu predecessor i cosí Ahmed Ould Ahmed havia estat Bakar (1891). Després d'un atac per sorpresa contra el campament de l'emir del Tagant, Bakar, que va resultar ferit, i la incursió a Tidjidja en les barbes dels Idou Aïch, l'emir de l'Adrar, tot i que estava aliat als Kounta, fou derrotat el 1893, però va aconseguir impedir als Idou Aïch d'entrar al seu emirat. Els vells antagonismes entre Hassànides i Sanhadja havien agrupat les tribus en dos parts hostils l'una amb l'altra; darrere l'emir de l'Adrar hi havia els Oulad Nacer i els Kounta, mentre que l'emir de Tagant tenia el suport dels grups Lamtuna: Tadjakant, Idou el Hadj i Ahel Sidi Mahmoud. La batalla decisiva va tenir lloc a Ksar al-Barka (1894). Els Idou Aïch van derrotar totalment als seus adversaris i el xeic dels Kounta va morir (provocant la necessitat de venjança d'aquesta tribu contra els causants de la mort); els derrotats es van retirar cap a les seves terres originàries.
Bakar va donar suport als Oulad Gheilan que s'havien revoltat contra l'emir d'Adrar, una lluita que va durar de 1895 a 1897 i en la que contingents dels Idou Aïch i dels Ahel Sidi Mahmoud van assolar l'Adrar. En l'expedició de l'Adrar (la segona de Bakar) l'emir Bakar fou derrotat pels Oulad Yahya Ben Othman a Mrayer Hamdoun (Roderes d'Hamdun) i una de les esposes-esclaves de Bakar, Tleilé, va ser feta presonera quan estava encinta. L'emir d'Adrar (que era nebot de Bakar) la va identificar i va saber de qui era el fill que portava i els va donar un non tractament i després del naixement els va enviar a Bakar amb alguns regals i per això Bakar es va reconciliar amb L'emir de l'Adrar Ahmed Ould Sidi Ahmed (1891-1899) que va abdicar poc després per poder dedicar-se a la poesia.
Shaykh al-Hasana va ocupar la regència i es va casar amb una germana de Bakar. Acabada la revolta dels Oulad Gheilan el país va quedar pacificat i sota influència de Bakar. Aquest demostrava la seva força controlant el Tagant, l'Assaba, el Gorgol, el Guidimakha i el sud-est de Brakna. A Adrar els Oulad Jaffria es desdibuixaven davant dels Oulad Ammoni i els Oulad Gheilan qui feien front als Regueibat, els grand nòmades del nord dels quals la potència estava esdevenint preocupant i els Kounta, molt castigats, no podien reprendre la guerra; els hassànides de l'oest, Oulad Bou Sba, Oulad Delim, Trarza i Brakna no representaven cap perill.
La intervenció del militar francès Xavier Coppolani (1903) que va envair les terres de Brakna i Trarza i va treballar a favor dels Kounta, va fer canviar la situació. Bakar s'oposava a la intervenció francesa i va donar suport a Ahmeddou II Ould Sidi Eli II de Brakna, però la resistència dels braknes fou reduïda i entre desembre de 1903 i gener de 1904 els francesos els havien sotmès i avançaven cap al Tagant. La conquesta es va ajornar fins a l'estació seca però quan va arribar els francesos no van tenir problemes per derrotar els Idou Aïch a la batalla de Bou Gadoum on Bakar va morir (1905).
El seu fill Uthman ibn Bakkar va seguir la lluita i va rebre l'ajut de guerrers del nord enviat des del Marroc i dirigits per Sidi Ould Moulaye Zeine, que van matar a Coppolani el 12 de maig de 1905 a Tidjikdja; la pacificació de la regió es va completar el 1909.